# Leucantheminae
Leucantheminae es una subtribu perteneciente a la subfamilia Asteroideae de la familia Asteraceae.

## Descripción
Las especies de esta subtribu son hierbas anuales o perennes, pero también arbustos (Leucanthemum, Plagius y Rhodanthemum). El indumento se compone de pelos ausentes o basifijos. Las hojas están dispuestas de una manera alterna con lámina entera o lobulada (hasta 3 - pinnatisectas ). Los bordes son irregulares con dientes. Las inflorescencias están compuestas de cabezas solitarias. La estructura de las cabezas es típico de la familia Asteraceae: un pedículo soporta una carcasa hemisférica / campanulada compuesta de diferentes escalas (o brácteas) dispuestas en varias series (3 - 5) de manera imbricadas que sirven como protección para el receptáculo plano-convexo en el que se encuentran dos tipos de flores: las externas que son radiantes liguladas y femeninas (o estériles) y las internas del disco, tubulares y hermafroditas. Las corolas del disco termina con 4 a 5 lóbulos.  Las frutas son aquenios . La sección transversal de estos es circular o elipsoide con 5-10 nervios longitudinales con ápice redondeado y cubiertos con una corona de escalas (pero a menudo la parte superior está desnuda). Los surcos entre las costillas son canales de resina y varios haces vasculares. 

## Distribución y hábitat
Las especies de este grupo se distribuyen principalmente en el área mediterránea. 

## Géneros
La subtribu comprende 8 géneros y 71 especies:
- Chlamydophora Ehrenb. ex Less. (1 sp.)
- Chrysanthoglossum B.H. Wilcox & al. (2 spp.)
- Coleostephus Cass. (3 spp.)
- Glossopappus Kunze (1 sp.)
- Leucanthemum Mill. (43 spp.)
- Mauranthemum Vogt & Oberprieler (4 spp.)
- Plagius L´Hèr. ex DC. (3 spp.)
- Rhodanthemum (Vogt) B.H. Wilcox & al. (14 spp.)